# Jakob Eder (Musiker)

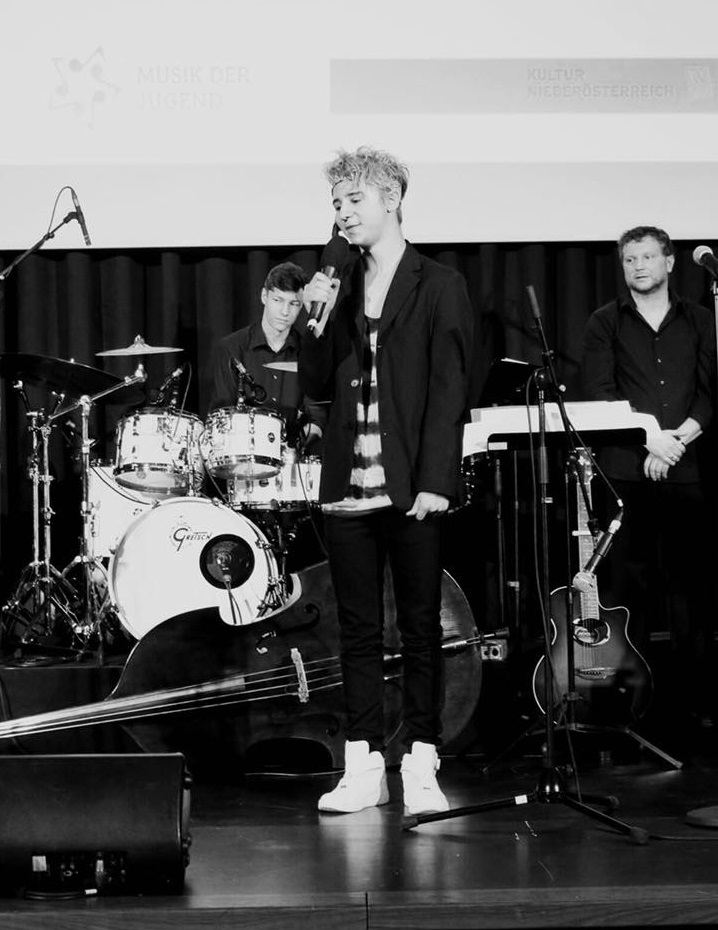
Jakob Eder gewann den Joe Zawinul Award (2016)

Jakob Eder (* 11. September 1999 in Tulln) ist ein österreichischer Filmkomponist, und Schauspieler.

## Ausbildung
Eder studierte Schauspiel an der Filmacademy - Schauspielschule für Theater und Film in Wien. 2022 absolvierte er die Bühnenreifeprüfung vor der paritätischen Prüfungskommission.
Zusätzlich absolvierte er eine Ausbildung zum technischen Tonmeister und zum Musikkomponisten mit Schwerpunkt auf musikalischem Arrangement.

## Diskografie
- 2023: Intuition Earth Filmfestival[5]
- 2023: Keinen Schritt zurück! (Original Soundtrack)[6]

## Filmografie
- 2015: Kleine Große Stimme (Fernsehfilm)
- 2016: Soko Donau/Wien (Fernsehserie, 1 Folge)
- 2018: Zauberer (Kinospielfilm)
- 2024: Beasts like us (Streamingserie)

## Auszeichnungen und Nominierungen
- Joe Zawinul Award 2016: 1. Platz[7][8]
- Bestmusictalent 2016: Platz 17 der Charts
- Ehrung der Marktgemeinde Leiben 2016 erhalten